# Nicétas de Paphlagonie
Pour les articles homonymes, voir Nicétas.
Nicétas de Paphlagonie ou Nicétas le Paphlagonien (en grec Νικήτας ό Παφλαγών), dit aussi Nicétas David ou Nicétas Paphlagôn, est un écrivain religieux byzantin, notamment hagiographe, né vers 885 en Paphlagonie, mort vers le milieu du Xe siècle.

## Éléments biographiques
Venu très jeune à Constantinople à l'instigation de son oncle Paul, higoumène du monastère Saint-Phocas et membre du clergé patriarcal, il devint le disciple et l'ami d'Aréthas de Césarée. Il fut appelé « rhéteur », ce qui veut dire professeur, et « philosophe », à cause de son régime de vie ascétique. Au moment de l'affaire du quatrième mariage de l'empereur Léon VI (906-907), il suivit son mentor dans sa position de défense du droit canonique, mais alors qu'Aréthas faisait rapidement machine arrière, Nicétas maintint son opposition et composa un pamphlet, qui n'a pas été conservé, contre l'empereur et le patriarche Euthyme. Il fut enfermé deux ans dans le monastère Agathos (907/908-909/910), et fit un autre séjour, sans doute forcé, à Saint-Phocas, jusqu'en 912. Aucune date postérieure n'est connue dans sa biographie.
On l'identifie de nos jours à « Nicétas dit aussi David, serviteur de Jésus-Christ, philosophe », lui aussi de Paphlagonie, dont le floruit se situe plus avant dans le Xe siècle. L'adjonction du nom « David » est différemment interprétée : s'agit-il d'un nom monastique, le maintien du premier nom s'expliquant par des vœux tardifs, l'écrivain étant déjà connu comme « Nicétas »? Ou alors ce surnom s'explique-t-il par le Commentaire sur les Psaumes, l'un de ses élèves, devenu son biographe, l'appelant le « nouveau David »? Par ailleurs, il semble n'avoir jamais été évêque de Dadybra, titre qu'on attribuait à Nicétas David.

## Œuvre
Nicétas le Paphlagonien est l'auteur d'au moins une cinquantaine d'Éloges de saints, pour une bonne part inédits. C'est l'hagiographe byzantin le plus prolifique avec Syméon Métaphraste. Sous le nom de Nicétas David, il est l'auteur d'une célèbre Vie d'Ignace (le patriarche), très importante pour les historiens, d'un Martyre de Georges, d'un Commentaire sur les Psaumes, de scholies sur des poèmes de Grégoire de Nazianze, d'un Commentaire sur l'Évangile de Luc dont des extraits sont connus par une chaîne sur Luc constituée au début du XIIe siècle par Nicétas d'Héraclée. Certaines de ses lettres constituent une source importante sur l'affaire du quatrième mariage de Léon VI. Il existe aussi une lettre « aux évêques d'Occident sur la fin du monde », éditée par L. G. Westerink.